# Államok vezetőinek listája 347-ben
Ezen az oldalon az i. sz. 347-ben fennálló államok vezetőinek névsora olvasható földrészek, majd országok szerinti bontásban.

## Európa
- Római Birodalom
  - Császár (Nyugat): Constans (337–350)
  - Császár (Kelet): II. Constantius (337–361) 
    - Consul: Vulcacius Rufinus
    - Consul: Eusebius

## Ázsia
- Armenia
  - Király: VII. Tigranész (338–350)

- Ibériai Királyság
  - Király: III. Mirian (284–361)

- India
  - Anuradhapura
    - Király: Buddhadásza (341-370)

  - Gupta Birodalom
    - Király: Szamudragupta (335–375)

  - Kadamba
    - Király: Majurasarma (kb. 345–365)

  - Vákátaka
    - Király: I. Rudraszéna (344–355)

- Japán
  - Császár: Nintoku (313–399)

- Kína (Csin-dinasztia)/Tizenhat királyság
  - Császár: Csin Mu-ti (344–361)
  - Kései Csao: Si Hu (334–349)
  - Cseng Han: Li Si (343–347)
  - Korai Liang: Csang Csung-hua (346–354)
  - Korai Jen: Murong Huang (337–348)

- Korea
  - Pekcse
    - Király: Kuncshogo (346–375)

  - Kogurjo
    - Király: Kogugvon (331–371)

  - Silla
    - Király: Hulhe (310–356)

  - Kumgvan Kaja
    - Király: Isiphum (346–407)

- Szászánida Birodalom
  - Nagykirály: II. Sápur (309–379)

## Afrika
- Kusita Királyság
  - Kusita uralkodók listája

## Amerika
- Tikal
  - Király: K'inich Muwaan Jol (317?-359)

## Fordítás
- Ez a szócikk részben vagy egészben  a   Liste der Staatsoberhäupter 347 című német Wikipédia-szócikk ezen változatának fordításán alapul.  Az eredeti cikk szerkesztőit annak laptörténete sorolja fel. Ez a jelzés csupán a megfogalmazás eredetét és a szerzői jogokat jelzi, nem szolgál a cikkben szereplő információk forrásmegjelöléseként.